# Julinho Athletics Ladies
Der Julinho Athletics Ladies (bis Mitte 2024 Girls & Goals FC, ehemals Galz & Goals FC) ist ein Frauenfußballverein aus Windhoek, der Hauptstadt Namibias.
Die Mannschaft spielt in der Saison 2023/24 in der Namibia Women’s Super League und damit erstklassig. Sie erreichte dort den vierten Tabellenrang, nach der Vizemeisterschaft in der Saison 2023. In der vorherigen Saison 2018/19 wurde das Team Dritter.
Zu den größten sportlichen Erfolgen zählt das Erreichen des Endspiels im Pokalwettbewerb 2021 und der Gewinn des Hage-Geingob-Cups 2023.